# Miryam Contreras
Miryam Rebeca Contreras Villagra (Galvarino, 8 de agosto de 1953) es una profesora y política chilena. En su labor política ha sido concejal de la comuna de Galvarino, Región de la Araucanía, durante más de 16 años entre 1992 y 2008. También asumió como alcaldesa de la misma comuna entre agosto de 2004 y diciembre de ese mismo año luego de la destitución del alcalde DC, Marcos Hernández Rojas. 
Es una destacada profesora de su comuna, con más de 30 años de carrera. Ha sido también directora por dos años del Internado Femenino Municipal. En la actualidad se desempeña en el área de educación como Directora y sostenedora del Liceo Técnico Profesional “Juan Pablo II”, único liceo técnico profesional particular subvencionado de la comuna de Galvarino.
| Predecesor: Marcos Hernández Rojas | Alcaldesa de la comuna de Galvarino Desde el 15 de agosto de 2004, hasta el 6 de diciembre de 2004 | Sucesor: Miguel Hernández Saffirio |